# Дом Скитальцев
«Дом Скитальцев» — советская научно-фантастическая повесть, написанная А. Мирером в 1976 г. Завершает одноимённую дилогию, начатую в 1969 г. повестью «Главный полдень».

## Дилогия
Основная идея дилогии —  противостояние современной Земли попытке вторжения цивилизации балогов или так называемого Пути.
Основная отличительная особенность данной цивилизации — владение технологией пересадки разума из одного тела в другое.
В силу того, что сознание индивида становится бессмертным, главная задача цивилизации заключается в поиске тел, подходящих для пересадки сознаний индивидов, чьё тело уже умерло. Основным источником таких тел является колонизация других планет, населённых разумными существами.
В 1992 году дилогия «Дом Скитальцев» переиздана в дополненном варианте, включая ряд эпизодов, отсутствовавших в предыдущих вариантах.

## Сюжет
Повесть начинается с внедрения сознаний двух земных подростков — Севы и Маши — в тела космических инженеров господина Глора и госпожи Ник на одной из планет балогов. Сама операция проводится через гиперпространственный туннель Замкнутыми — тайным обществом инсургентов, несогласных с колонизаторской сущностью Пути. При этом сознание земных детей оказалось в состоянии подавлять при пересадке сознание балогов, что и сделало возможной операцию по внедрению. Сознание же взрослых землян, как и сознание большинства обитателей галактики, наоборот, подчинялось балогам при пересадке.
Комонсы. Наконец-то для Севки прояснилось таинственное слово.  Не  будь Севка комонсом, он бы  не  вышагивал  сейчас  по  кораблю  в  теле  Третьего Великого. В старых книгах Пути написано - а книги эти содержатся в тайне,  - что все разумные существа Галактики делятся на три  группы.  Высшая  группа, комонсы,  может  пересаживаться  в  тела  двух  низших  -  шиусов  и  оусов, захватывая их разум и память  вместе  с  телами.  Вторая  группа,  шиусы,  к которым принадлежит народ Пути, пересаживается только в оусов. Последние  не могут захватывать сознаний, а посему  и  тел.  И  как  раз  оусы  составляют абсолютное  большинство  в  Галактике.  Вот  почему  Путь   беспрепятственно продвигался от планеты к планете - ему не встречались  другие  шиусы  и  тем более  комонсы.  Сама  возможность  существования   комонсов   была   скорей теоретической, чем реальной. Ее не опасались вплоть до последних дней, когда на Чирагу были обнаружены комонсы - дети,  не  достигшие  полного  развития. Взрослые становились оусами.
Основная задача подростков в том, чтобы раздобыть детектор-распознаватель личности. Устройство прибора является одним из самых охраняемых секретов, а сам он повсеместно используется для идентификации, без которой инопланетяне просто бесперерывно крали бы тела друг у друга. Глор-Сева получает должность ординарца при Командоре Пути, одном из трех верховных правителей планеты. Он пересаживается в тело Командора и добывает матрицу (схему) детектора. Схема, переведённая на земной технический язык, позволяет изготовить детекторы на Земле и выловить пришельцев-десантников.
Кроме того, находясь в теле Командора Пути, Сева организовывает очень серьёзную диверсию — разрушает стратегическое хранилище сжиженных газов.

Снова через экраны потянулись фермы причала. Потом Хранилище, такое блестящее на фоне Космоса.
Вот оно, ваше сердце, — думал Севка. — Вы не можете летать без антигравитации. Гравиторы не работают без жидкого гелия. Ну, берегитесь…

Эскадру отзывают, колонизация нашей планеты успешно остановлена.
Особое очарование повести придаёт скрытый подтекст, усиливающийся в финале. Подростки называют десантника-инсургента, который отправил их на планету балогов «Учителем». В последние минуты пребывания подростков на планете балогов они видятся лично, а не по видеосвязи. При этом Учитель говорит следующую фразу: «Мы — Шорг. Во имя спасения» — противопоставляя квазирелигии Пути некую иную парадигму.
«Во имя Пути» — стандартное приветствие на планете балогов, апелляция к Пути — едва ли не религиозный культ.

Мы, Третий Великий, командор Пути Джал Восьмой! Именем Пути и ради его прямоты и величия приказываем! Балога, именуемого Сулвершем, обвиняемого в бунте, содержать под стражей.

Цель Пути — движение в Космос. Груз и благо Пути — Мыслящие. Орудие Пути — большие корабли. А символ Пути — невесомость. Хранилище его блага, средство для постройки его орудий. Жрецы невесомости — балоги высших каст.

С учётом последующих работ Александра Мирера («Евангелие Михаила Булгакова») можно догадаться, какой скрытый смысл автор сумел вложить в финал повести, ловко «натянув нос» советской цензуре.

## Переводы
На болгарском:
"Домът на скитащите", превод от руски — Мая Халачева, 
Издателство „Отечество“, София, 1984; библиотека Фантастика, художник — Венелин Вълканов